# ارینتل (کارولینای شمالی)

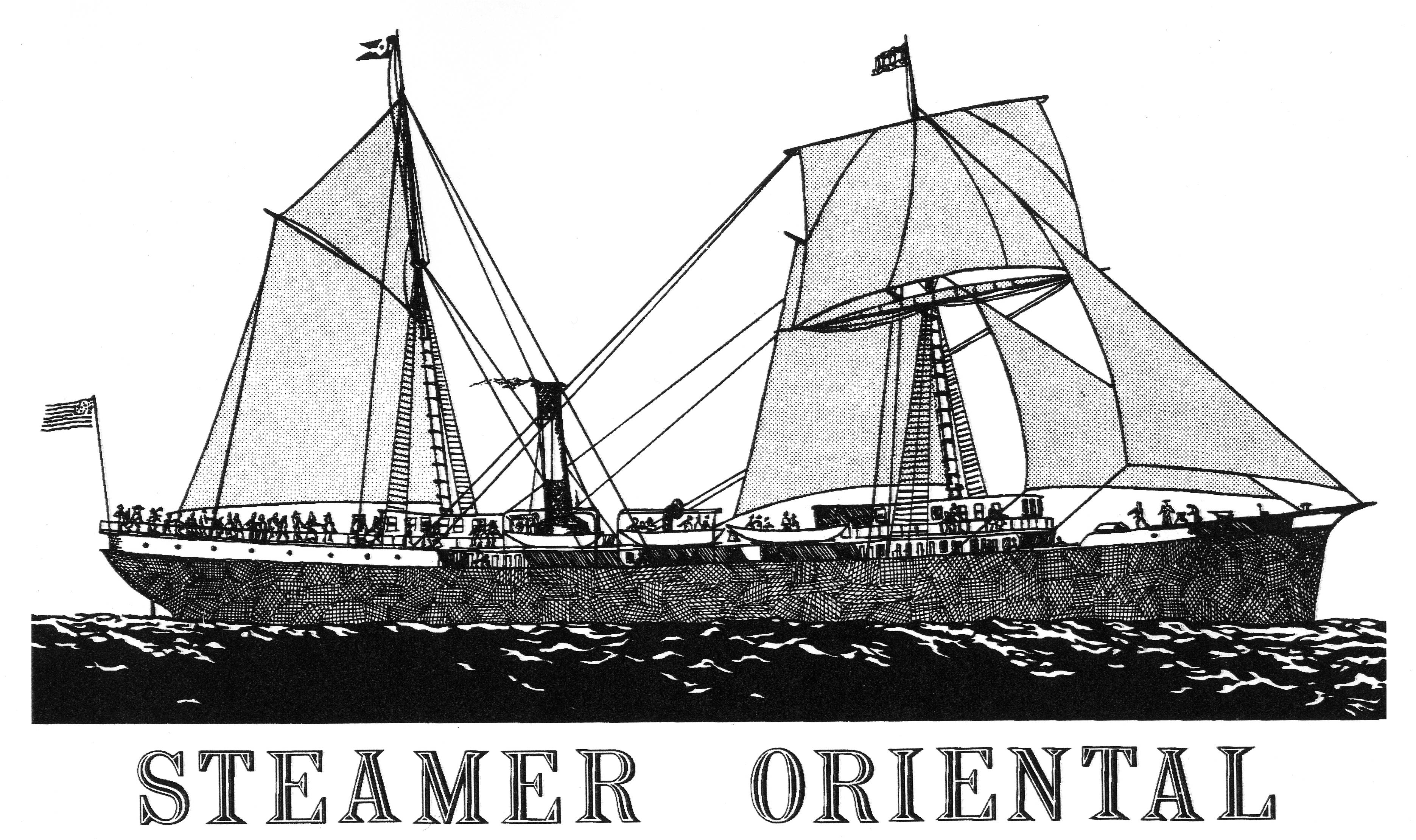
The town of Oriental, NC was named after the Sailing Steamer Oriental.

ارینتل (به انگلیسی: Oriental) شهری در ایالت کارولینای شمالی کشور ایالات متحده آمریکا است که جمعیت آن در سرشماری سال ۲۰۱۰ میلادی، ۹۰۰ نفر بوده‌است.

## نگارخانه

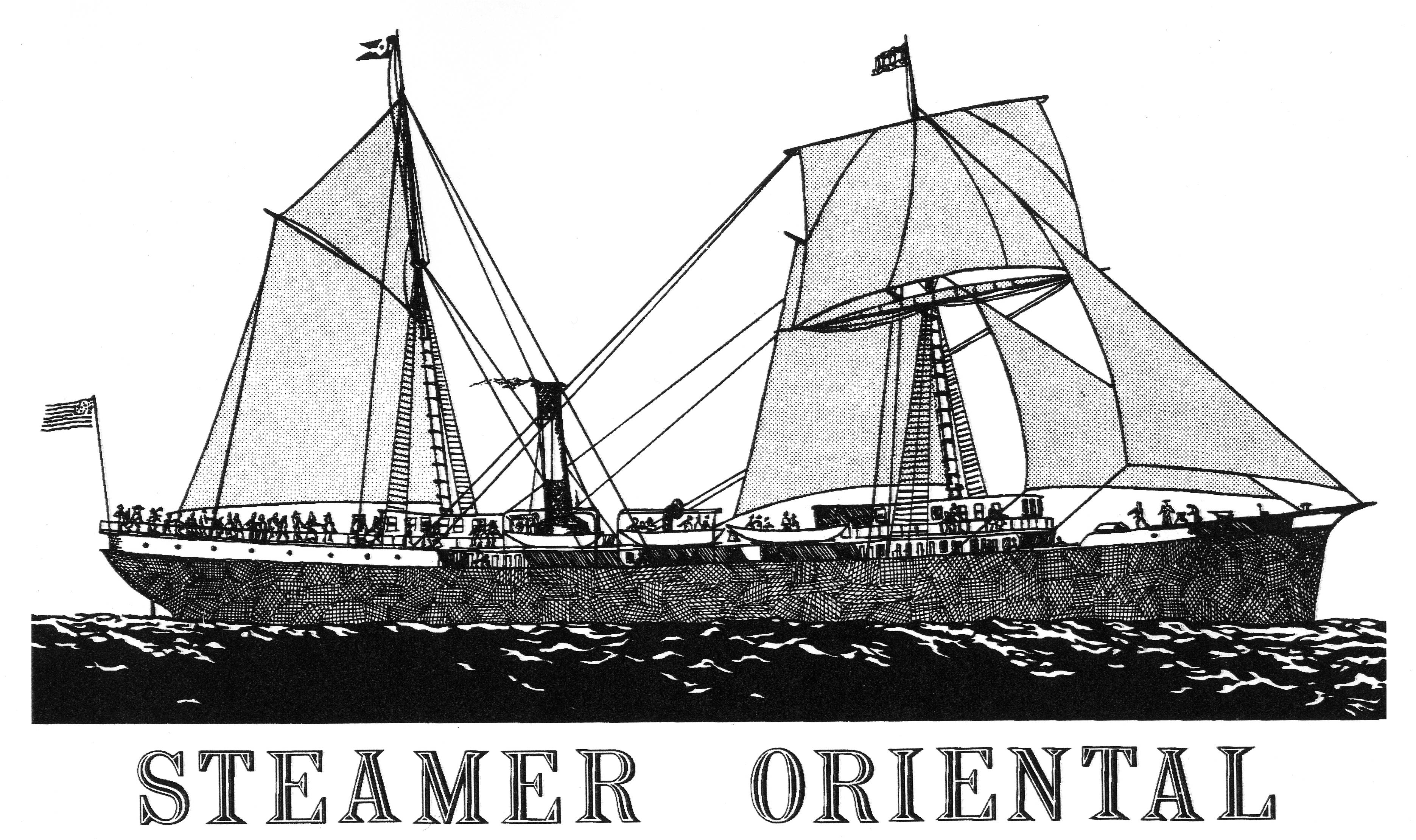